# Palacio de Llano Ponte
El Palacio de Llano Ponte también conocido como Casa-Palacio de García-Pumarino está situado haciendo esquina en la plaza de España, en pleno conjunto histórico artístico de la localidad asturiana de Avilés (España).
A mediados del siglo XX sufrió un gran proceso de reforma iniciado por sus nuevos propietarios con el objetivo final de convertir el edificio en una sala de cine, denominada Marta y María como tributo a la novela de título homónimo escrita por Armando Palacio Valdés durante 1898.
El cine acabó por cerrar y actualmente el edificio lo ocupa un asador.

## Historia
Se mandó construir entre los años 1700 y 1706 en estilo barroco siguiendo los planos del arquitecto Francisco Menéndez Camina, famoso entre la nobleza de la ciudad por la riqueza arquitectónica de sus edificaciones. Su propietario inicial fue Rodrigo García Pumarino, un conocido indiano que regresó a su villa natal después de haber pasado cuarenta años en Perú haciendo fortuna gracias al éxito de su negocio naval.
La fachada principal se caracteriza por su bien escuadrado sillar de piedra, que sigue el mismo esquema que el del edificio del ayuntamiento pero introduciendo bastante más decoración. Además se encuentra dividida en cinco arcos de medio punto situados entre pilastras, embellecidas con rosetas y consta de dos plantas; el bajo porticado y transitable y el piso superior que posee cinco balcones, cada uno de ellos centrado en el arco correspondiente.
La visible divisoria entre ambas plantas la marca una línea de imposta moldurada y denticulada, flanqueada por los blasones de las dos importantes familias que han habitado en el palacio. Tras la muerte de su fundador, la casa se permutó por una propiedad en el barrio de Sabugo, pasando el palacio a manos de la familia Llano Ponte, concretamente de Francisco de Llano Ponte.
Inicialmente tuvo patio y capilla, si bien no queda nada de su distribución inicial puesto que al ser transformado en el siglo XX se derribó todo el interior perdiéndose así todo rastro de su estado anterior.